# Martin Solveig
Martin Solveig, artiestennaam van Martin Picandet (Parijs, 22 september 1976), is een Franse house-dj en producer.

## Biografie
Op zijn 13e kreeg hij zijn eerste draaitafels, waardoor hij een carrière in de elektronische muziek wilde oppakken, in plaats van in de klassieke muziek, waarvoor hij leerde. Zijn eerste residency was, door de hulp van Claude Monnet in Le Palace, een van de belangrijkste clubs in Parijs.
Solveig verhuisde later naar een andere bekende club in Parijs, Les Bains Douches, waar hij samenwerkte met grote namen als Todd Terry, Roger Sanchez en Bob Sinclar. Hij werd nog populairder door zijn werk in de Pure feesten in de Queen club.
Solveig begon al vroeg in zijn carrière met producen. Op zijn eigen Mixture label, bracht hij twee 12-inch singles uit: Heart of Africa en daarna Come with me. Deze singles combineerden dance met muzikanten die traditionele muziek speelden. Bob Sinclar vroeg hem om bij het Africanism project te komen. Dit project combineerde Afrikaanse muziek met elektronische muziek. Hierna volgde nog Edony, een single die wereldwijd impact had.
In 2002 kwam het album Sur la Terre uit, met daarop zowel Heart of Africa en Edony. Een andere opvallende track op dit album is Linda, een eerbetoon aan Fela Kuti en Serge Gainsbourg. In 2003 werkte Martin samen met Salif Keita aan Madan, een hit in voornamelijk Zuid-Europa. Rocking music werd ook een grote hit, vooral in de mainstream scene. Deze single kwam ook op de re-release van Sur la Terre in 2004.
In 2011 verscheen het album SMASH. De eerste single daarvan was Hello, een samenwerking met de Canadese groep Dragonette. Dit werd een wereldwijde hit die in verschillende landen de eerste plaats bereikte, waaronder in Nederland en Vlaanderen. In Nederland werd het succes van het nummer aangewakkerd door de actie Serious Request van 3FM, waarbij Hello gebruikt werd als het onofficiële anthem.
Na Hello scoorde Solveig nog een aantal hits, waaronder Intoxicated uit 2015.
In december 2018 kreeg Solveig veel kritiek nadat hij de eerste vrouwelijke winnaar van de Ballon d'Or, Ada Hegerberg, tijdens de prijsuitreiking vroeg om op het podium te twerken. Solveig maakte later een openbare verontschuldiging "aan iedereen die mogelijk beledigd was" en beweerde dat het een grap was en dat Hegerberg het niet als seksuele intimidatie beschouwde.

## Discografie

### Albums
| Album met hitnotering(en) in de Vlaamse Ultratop 200 albums | Datum van verschijnen | Datum van binnenkomst | Hoogste positie | Aantal weken | Opmerkingen |
| ----------------------------------------------------------- | --------------------- | --------------------- | --------------- | ------------ | ----------- |
| C'est la vie                                                | 02-06-2008            | 28-06-2008            | 99              | 1            |             |

### Singles
| Single met eventuele hitnotering(en) in de Nederlandse Top 40 | Datum van verschijnen | Datum van binnenkomst | Hoogste positie | Aantal weken | Opmerkingen                                   |
| ------------------------------------------------------------- | --------------------- | --------------------- | --------------- | ------------ | --------------------------------------------- |
| Rocking Music                                                 | 17-02-2004            | 17-04-2004            | 37              | 4            | Nr. 82 in de Single Top 100                   |
| Madan                                                         | 2004                  | -                     |                 |              | met Salif Keita / Nr. 87 in de Single Top 100 |
| Hello                                                         | 27-09-2010            | 18-12-2010            | 1(4wk)          | 21           | met Dragonette / Nr. 1 in de Single Top 100   |
| Ready 2 Go                                                    | 18-03-2011            | 21-05-2011            | 24              | 7            | met Kele / Nr. 52 in de Single Top 100        |
| Big in Japan                                                  | 17-10-2011            | 26-11-2011            | tip5            | -            | met Dragonette & Idoling!!!                   |
| The Night Out                                                 | 09-04-2012            | 21-04-2012            | tip6            | -            |                                               |
| Hey Now                                                       | 2013                  | 29-06-2013            | tip4            | -            | met The Cataracs & Kyle                       |
| Intoxicated                                                   | 19-01-2015            | 07-03-2015            | 9               | 23           | met GTA / Nr. 11 in de Single Top 100         |
| +1                                                            | 2015                  | 04-07-2015            | tip2            | -            | met Sam White / Nr. 76 in de Single Top 100   |
| Do It Right                                                   | 2016                  | 28-05-2016            | tip2            | -            | met Tkay Maidza                               |
| All Day and Night                                             | 2019                  | 04-05-2019            | 27              | 9            | met Jax Jones & Madison Beer                  |
| Thing for You                                                 | 2019                  | 31-08-2019            | tip5            | -            | met David Guetta                              |
| Tequila                                                       | 2020                  | 22-02-2020            | tip28*          |              | met Jax Jones & Raye                          |

| Single met hitnotering(en) in de Vlaamse Ultratop 50 | Datum van verschijnen | Datum van binnenkomst | Hoogste positie | Aantal weken | Opmerkingen                  |
| ---------------------------------------------------- | --------------------- | --------------------- | --------------- | ------------ | ---------------------------- |
| Rocking Music                                        | 2004                  | 01-05-2004            | tip4            | -            |                              |
| Everybody                                            | 26-09-2005            | 15-10-2005            | 28              | 7            |                              |
| Jealousy                                             | 30-01-2006            | 27-05-2006            | 30              | 6            |                              |
| Rejection                                            | 2007                  | 03-02-2007            | tip7            | -            |                              |
| C'est la vie                                         | 2008                  | 22-03-2008            | tip3            | -            |                              |
| I Want You                                           | 19-09-2008            | 16-08-2008            | tip4            | -            | met Lee Fields               |
| One 2 3 Four                                         | 26-01-2009            | 28-02-2009            | tip2            | -            | met Chakib Chambi            |
| Hello                                                | 2010                  | 13-11-2010            | 1(3wk)          | 25           | met Dragonette / Goud        |
| Ready 2 Go                                           | 2011                  | 23-04-2011            | tip15           | -            | met Kele                     |
| Big in Japan                                         | 2011                  | 12-11-2011            | tip37           | -            | met Dragonette & Idoling!!!  |
| The Night Out                                        | 2012                  | 30-06-2012            | 23              | 11           |                              |
| Hey Now                                              | 2013                  | 15-06-2013            | 31              | 8            | met The Cataracs & Kyle      |
| Blow                                                 | 2013                  | 11-01-2014            | tip32           | -            | met Laidback Luke            |
| Intoxicated                                          | 2015                  | 07-03-2015            | 6               | 18           | met GTA                      |
| +1                                                   | 2015                  | 25-07-2015            | 27              | 10           | met Sam White                |
| Do It Right                                          | 2016                  | 11-06-2016            | 31              | 14           | met Tkay Maidza              |
| Places                                               | 2017                  | 25-02-2017            | 43              | 4            | met Ina Wroldsen             |
| All Stars                                            | 11-08-2017            | 02-09-2017            | 11              | 24           | met ALMA                     |
| My Love                                              | 2018                  | 07-07-2018            | tip2            | -            |                              |
| All Day and Night                                    | 2019                  | 06-04-2019            | tip2            | -            | met Jax Jones & Madison Beer |
| Thing for You                                        | 2019                  | 20-07-2019            | tip10           | -            | met David Guetta             |
| Juliet & Romeo                                       | 2019                  | 21-12-2019            | tip19           | -            | met Roy Woods                |
| Tequila                                              | 2020                  | 29-02-2020            | tip             | -            | met Jax Jones & Raye         |
| No Lie                                               | 2020                  | 25-04-2020            | tip             | -            | met Michael Calfan           |